# 알렉산드르 벨랴예프

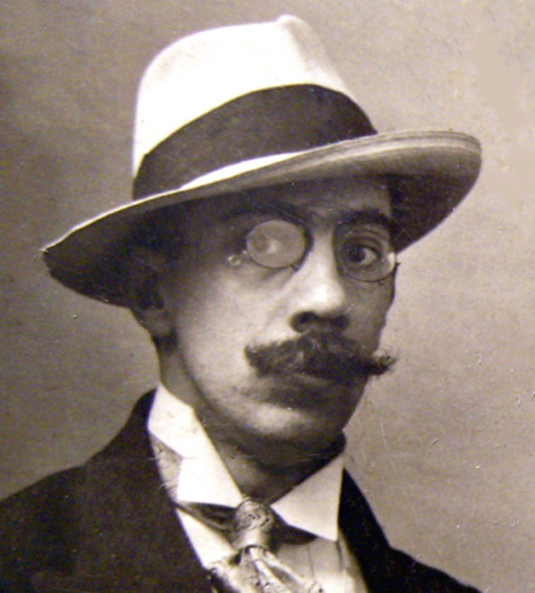
알렉산드르 벨랴예프

알렉산드르 로마노비치 벨랴예프(러시아어: Алекса́ндр Рома́нович Беля́ев [ɐlʲɪkˈsandr rɐˈmanəvʲɪtɕ bʲɪˈlʲæɪf][*], 1884년 3월 16일 ~ 1942년 1월 6일)는 소비에트 러시아의 SF 작가다. 1920년대에서 1930년대까지 작품활동으로 “러시아의 쥘 베른”이라는 높은 평가를 받았다. 대표작으로 『도웰 교수의 머리통』, 『양서류인간』, 『공기 장사꾼』 등이 있다.
스몰렌스크에서 정교회 사제 집안에서 태어났다. 신학생이었던 형 바실리가 뱃놀이를 하다 익사했기 때문에 아버지는 알렉산드르가 가업을 이어 사제가 되기를 원했고 스몰렌스크 신학교에 집어넣었다. 그러나 무신론자였던 벨랴예프는 신학교를 졸업만 한 뒤 사제가 되지 않고 법학교에 재입학했다. 법학교 재학 와중 부친상을 당하면서 가장으로서 가족을 부양하게 된 알렉산드르 벨랴예프는 과외선생을 하고 희곡을 써서 돈을 벌었다.
1906년 법학교를 졸업한 벨랴예프는 율사가 되어 꽤 좋은 평판을 얻었다. 경제적으로 풍족해진 벨랴예프는 변호의뢰를 한 건 완료할 때마다 장기 휴가를 써서 전세계를 여행하고 다녔다. 그러는 동안에도 작품 활동을 계속하다 보니 1914년 율사를 그만두고 문학에 천착했다. 그러나 같은 해 30세 나이로 결핵에 걸렸다. 결핵균이 척추까지 퍼진 벨랴예프는 두 다리가 마비되었다. 하반신 불수가 된 남편을 수발들고 싶지 않았던 아내도 떠나갔다. 치료법을 찾기 위해 벨랴예프는 모친과 함께 얄타로 이주했다. 거기서 정양하면서 쥘 베른, 허버트 조지 웰스, 콘스탄틴 치올콥스키를 읽기 시작했다.
1922년, 병을 극복해낸 벨랴예프는 얄타에서 경찰수사관, 도서관 사서 등 여러 직업을 전전했으나 정착하지 못하고 1923년 모스크바로 가서 다시 율사가 되었다. 법률 일에 복귀한 벨랴예프는 소비에트 정부의 여러 조직에 자문을 했다. 동시에 SF 소설가로서 진지하게 창작에 몰두했다. 1925년 첫 장편소설 『도웰 교수의 머리통』을 발표했다. 1931년부터는 아내와 장녀와 함께 레닌그라드에 살았다. 1934년에는 소련을 방문한 웰스를 레닌그라드에서 만나기도 했다.
생에 마지막 시기를 벨랴예프는 레닌그라드 교외의 푸시킨(이전 이름 차르스코예셀로)에서 살았다. 2차 세계대전 당시 독일군이 레닌그라드를 포위해 왔을 때, 벨랴예프는 몇 달 전의 수술로부터 다 회복되지 못했기에 탈출하지 못했다. 1942년, 벨랴예프는 나치에게 점령당한 푸쉬킨읍에서 굶어 죽었다. 독일군 장교와 병사 네 명이 시신을 정중히 장사지어 주었지만 정확히 어디 묻었는지는 잊혀져 버렸다. 벨랴예프의 장모가 스웨덴계였기 때문에 그의 아내와 딸은 민족독일인으로 분류되어 폴란드로 보내졌다. 때문에 벨랴예프의 유족들은 전후 소련 당국에 부역자 취급을 받아 서시베리아 바르나울로 추방당했다.